# 径山寺
径山寺（きんざんじ）は、中華人民共和国浙江省杭州市余杭区径山鎮の径山にある仏教禅寺。径山興聖萬壽禅寺。南宋の五山の一。日本の茶道に影響したとする言説がある。径山寺味噌（金山寺味噌）の由来や醤油の起源等の諸説との関係が指摘される。日本の文化との関係は深い。

## 臨済宗
天宝4載（745年）に径山法欽によって開山。当初は牛頭宗に属していたが、建炎4年（1130年）に臨済宗に所属替えした。

## 茶道
径山寺で行われた茶宴の儀式や道具などは、日本の茶道に影響したとする言説がある。

### 類聚名物考
江戸時代に編集された百科辞典の「類聚名物考」では、「茶會始　臺子」の項で、茶道具のひとつの台子について、径山寺からもたらされたものが始まりである、と言う言説を紹介している。
それによると、文永4年（1267年）に南浦紹明（1235年～1309年）が径山寺から台子一式を持ち帰って筑前国（福岡県）の崇福寺に伝えた。その後、紫野（京都市北区）の大徳寺に贈られ、天龍寺開祖の夢窓疎石（1275年～1351年）がこの台子で茶宴を行った。これが台子を使った茶会の始まりである。

### 裏千家
裏千家では、鎌倉時代の臨済宗の僧の南浦紹明（1235年～1309年）が、径山興聖万寿寺の住持の虚堂智愚（1185年～1269年）から法を受け、台子や風炉・釜等の皆具一式を持ち帰り、それを筑前（福岡県）の崇福寺に伝えたのが台子（点前）の始まりである、と説明している。台子からは、大棚や小棚などの棚物や長板なども派生している。

### 全日本煎茶道連盟
全日本煎茶道連盟では、径山寺で起こった径山茶の茶宴の儀式および茶宴用具一式が日本に伝わり日本の茶道に発展した、と説明している。

## 径山寺味噌
なめ味噌の一種の径山寺味噌（金山寺味噌）は径山寺を由来とする言説がある。
それによると、建長6年（1254年）、臨済宗の僧の覚心が径山寺より持ち帰り、紀伊由良（和歌山県日高郡由良町）に建立した興国寺やその地域に伝えられた味噌の製法が、日本の径山寺味噌（金山寺味噌）の始まりである。

## 醤油
日本に伝えられた径山寺味噌（金山寺味噌）を、日本の醤油（たまり醤油）の起源とする言説がある。
それらの諸説では、径山寺味噌（金山寺味噌）の製造過程でできる液体分を独立した調味料として発展させたものが日本の（たまり）醤油の起源である。